# AeroMobil 3.0
L'AeroMobil 3.0 è un prototipo di auto volante prodotto dalla compagnia slovacca AeroMobil s.r.o.
Simile alla Terrafugia Transition, è realizzata con un telaio in acciaio e la carrozzeria in fibra di carbonio, per un peso complessivo di 450 kg. A spingerla è un motore Rotax 912. Per prendere il volo la vettura ha bisogno di 200 metri di rettilineo, mentre per atterrare gliene servono 50. L'auto offre un'autonomia di volo di 700 chilometri ad una velocità massima di 200 km/h, mentre nell'utilizzo stradale arriva fino a 160 km/h, garantendo 875 km d'autonomia. Consuma 8 litri di carburante ogni 100 chilometri. Per decollare AeroMobil 3.0 deve raggiungere i 130 km/h, ma ad alta quota può far scendere la velocità di volo fino a 60 km/h. Per usarla sarà necessario avere tutti i documenti di volo.
Presentata al "Piooner Festival" di Vienna nel 2014, con le premesse di essere messa in vendita dal 2020 ad un costo compreso tra i 200.000 e i 300.000 euro.
La versione 3.0 è arrivata dopo diversi progetti simili fatti in passato, ma aventi avuto scarsi risultati.